# Маля
Маля (рум. Malea) — село у повіті Муреш в Румунії. Входить до складу комуни Зау-де-Кимпіє.
Село розташоване на відстані 280 км на північний захід від Бухареста, 28 км на захід від Тиргу-Муреша, 50 км на південний схід від Клуж-Напоки.

## Населення
За даними перепису населення 2002 року у селі проживала 51 особа, усі — румуни. Усі жителі села рідною мовою назвали румунську.